# Сирія Палестинська
32°30′ пн. ш. 34°54′ сх. д. / 32.5° пн. ш. 34.9° сх. д.

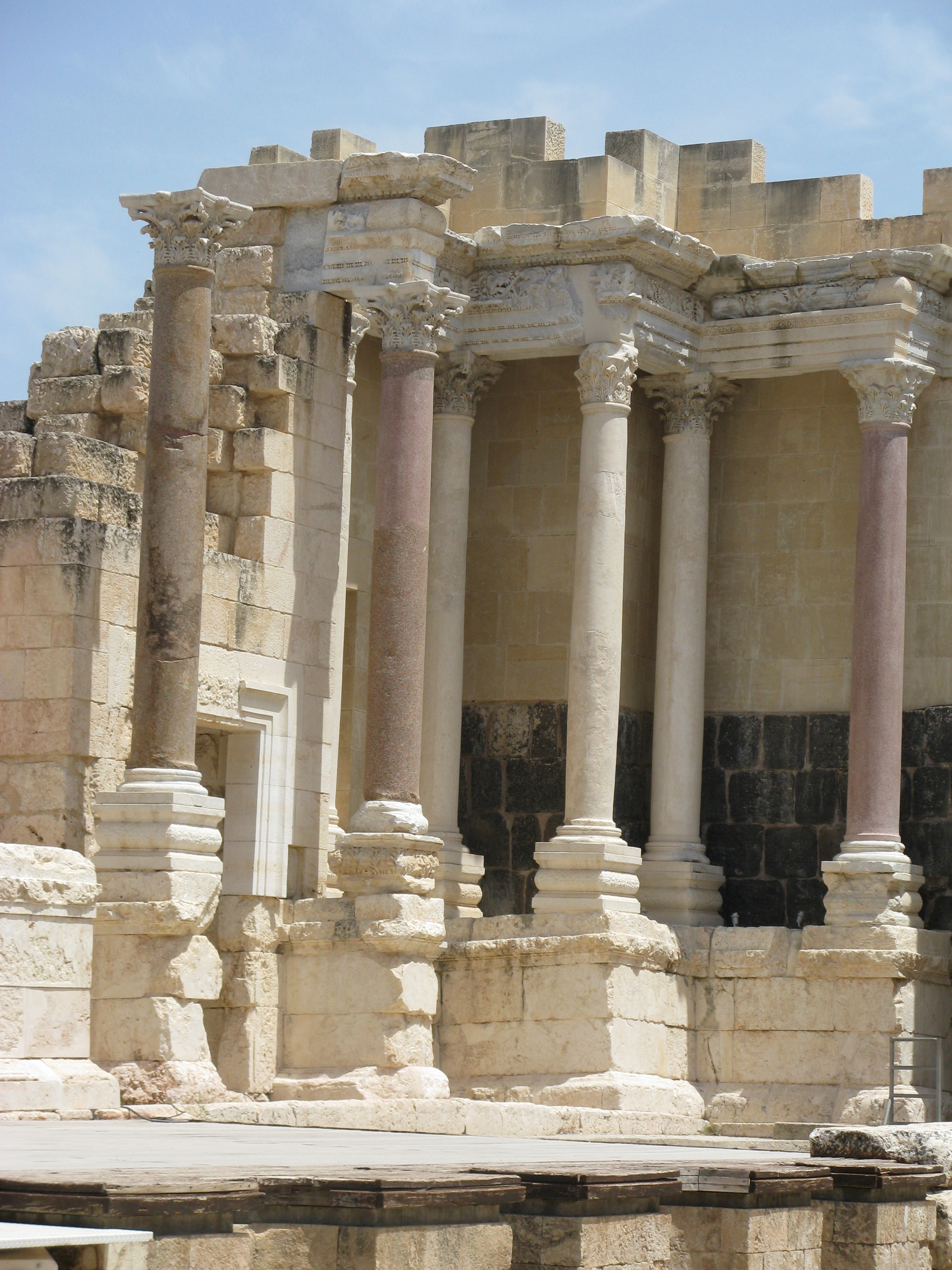
Руїни скифопольського амфітеатру.

Палестинська Сирія  (лат. Syria Palaestina) — римська провінція, яка була наслідком злиття римської Сирії та римської Юдеї та існувала з 135 по 390 рік.  

## Передумови виникнення
Сирія приєднана до Римської республіки ще в 64 до н. е. внаслідок перемоги Помпея у Третій Мітрідатовій війні і згодом до неї були приєднані ще Ітурея та Трахоніт. Юдея ж включала в себе такі території як Самарія та Ідумея, а також колишні володіння Хасмонеїв та Іродів.
Столиця Римської Сирії із самого початку розташовувалась в Антіохії, тоді як столиця провінції Юдея була перенесена в Кесарію, яка слугувала адміністративним центром регіону.
Юдея та Сирія також стали центрами посилення конфлікту під час єврейсько-римських воєн в 66-135рр.. Стосунки між євреями та еллінами були як ніколи загострені та переросли в повномасштабну боротьбу між ними. Ключовим кроком до розпалення ворожнечі стало Велике єврейське повстання 66-70-х років. Воно було придушене римлянами, а на друге народ наважився лише через 60 років. Повстання Бар-Кохби відбулось у 132 році та ненадовго відродило самостійну єврейську державу, яка проіснувала лише 3 роки, після чого повстання було жорстоко придушене Секстом Юлієм Севером. Тодішній імператор Андріан змінив назву провінції Юдея  та з'єднав її з римською Сирією. Так з'явилась провінція Риму Палестинська Сирія, назва якої, ймовірно походила від філістим'ян (Філістія - Палестина), які  проживали близько 12ст. до Р.Х. на цій території.

## Розвиток провінції
Після повстання Бар Кохби, окрім консолідації місцевого населення з римським, було утворено два легіони, багато допоміжних підрозділів та дві колонії. Найбільш населеними юдеями містами стали Галілея та Гауланітіс. Число єврейських общин в інших містах значно скоротилось. Також назви міста змінювали свої назви на римські. Був введений закон про заборону обрізання, який був відмінений лише Антонієм Пієм, який вважав його надто провокаційним.  Після 135 року у євреїв не залишилося політичних інститутів, які могли б підтримати нові повстання, однак їм вдалось зберегти свою національну ідентичність внаслідок розвитку рабинських інститутів. Радикальний месіанізм ранніх періодів також не відроджувався до третього століття через кризу всієї  імперії, яка зробила євреїв надто слабкими, аби організовувати заворушення. Рабинські джерела яскраво описують стан в якому знаходилось єврейське суспільство через невпинну інфляцію, падіння економіки, голод, чуму та високий рівень злочинності. 
Таким чином Палестинську Сирію було набагато легше контролювати. Громадянські війни, які почали роздирати імперію з 193 року призвели до серйозних змін на її сході. Сирія стала двома провінціями, а також сформувалась ще одна нова провінція внаслідок завоювання Парфян. Римський легіон VI Феррата, у зв'язку з цими подіями був перенесений з Єрусалима в Дамаск.
Діоклетіан, проголошений імператором в 284, швидко припинив війни третього століття. Він у 293 заснував Тетрархію, яка складалась зі старших та молодших імператорів, яких називали Августами та Цезарями. Пізніше Діоклетіан  переглянув організацію політичного, віцськового та фінансового керування імперією. Імператор назначив Палестинську Сирію Східною Єпархією і підпорядкував її керівництву консулів. Стара податкова система також зазнала змін. Августи та Цезарі часто проводили кампанію на сході і часто перебували в Пелестинській Сирії, зупиняючись в Антиохії. Але провінція залишалась мирною, безпечною, не потребувала військової сили, тому Діоклетіан переніс римський легіон в Айлу а до Палестини включив обширні райони Аравії на південь від Мертвого моря.
Під час пізнього візантійського періоду Палестина перебувала в стадії найбільшого свого процвітання та урбанізації. Археологами були відмічені обширні масштаби сільського господарства в цей період. Хоча після 135 року проводилось масове з'язичення, євреї, ігноруючи антиєврейське законодавство, почали відбудовувати зруйновані синагоги. В 4 столітті було розгорнуто повномасштабну кампанію по відновленню, через яку Палестина невдовзі стала християнським центром.

## Реорганізація
Приблизно в 390 Палестинська Сирія реорганізована в кілька адміністративних одиниць: Палестина Пріма , Палестина Секунда і Палестина Терція (в 6 столітті), Сирія Прима і Фініке і Фініке Лівансенсі. Всі вони були включені в склад Східної Римської ( Візантійської ) єпархії, разом з провінціями Ісаврія , Кілікія , Кіпр (до 536), Евфратісія, Месопотамія , Осроена і Аравія Петрея .
Палестина Пріма складалася з Юдеї , Самарії  і Пераея , з  урядом в Кесарії . Палестина Секунда складалася з Галілеї, нижньої долини Єзрееля , регіонів на схід від Галілеї та західної частини колишнього Декаполіса з урядом в Скіфополісі. Палестина Терція включала в себе Негев, південну Трансйорданську частину Аравії та більшу частину Синая , Петра - місце перебування уряду. Палестина Терція була також відома як Palaestina Salutaris.